# Yash Raj Films
Yash Raj Films (YRF) es una compañía india de producción y distribución de películas que trabaja en Bollywood. Desde su creación en la década de 1970, la compañía se ha convertido en uno de los estudios de cine más grandes de la India.

## Historia
YRF fue fundada por Yash Raj Chopra, un veterano de la industria del cine indio, en 1970. Yash Chopra comenzó como asistente de su hermano mayor, B.R.Chopra, y luego dirigió cinco películas para la distribuidora de su hermano B.R. Films. YRF controla casi todas las partes de la cadena de valor desde la producción hasta la postproducción, distribución nacional e internacional, música, entretenimiento en el hogar, marketing, diseño, digital, licencias, comercialización, gestión del talento, asociaciones de marca, estudios de música y estudios de cine, todo en instalaciones de la casa. YRF tiene su propio estudio totalmente integrado que alberga escenarios de rodaje y estudios de sonido y tiene su sede en Bombay. Después de la muerte del fundador Yash Chopra en 2012, su hijo Aditya Chopra asumió el cargo de presidente y director general de la empresa.

## Oficinas
En India, YRF tiene una red de oficinas de distribución en Bombay, Delhi, Jalandhar, Jaipur, Amravati, Indore, Bangalore, Hyderabad, Calcuta, Chennai y Cochín. A nivel internacional, hay oficinas en el Reino Unido, los Estados Unidos y los Emiratos Árabes Unidos.